# Тамар Светлін
Тамар Светлін (словен. Tamar Svetlin, нар. 30 липня 2001, Любляна, Словенія) — словенський футболіст, півзахисник клубу «Целє».

## Ігрова кар'єра

### Клубна
Тамар Светлін є вихованцем футбольної академії клубу «Домжале». Першу офіційну гру в основі футболіст провів у квітні 2019 року. У складі молодіжної команди «Домжале» Светлін брав участь у матчах Юнацької ліги УЄФА.
Перед початком сезону 2021/22 Светлін перейшов до клубу Першої ліги «Целє» і влипні 2021 року зіграв першу гру у новій команді. Сезон 2022/23 Светлін провів в оренді у клубі «Браво».

### Збірна
Тамар Светлін з 2016 року регулярно викликався на матчі юнацьких збірних Словенії.
У 2021 році у складі молодіжної збірної Словенії Светлин брав участь у домашньому Євро.

## Досягнення
- Чемпіон Словенії (1):

«Целє»: 2023/24
- Володар Кубка Словенії (1):

«Целє»: 2024/25